# Watsons
Pour les articles homonymes, voir Watson.

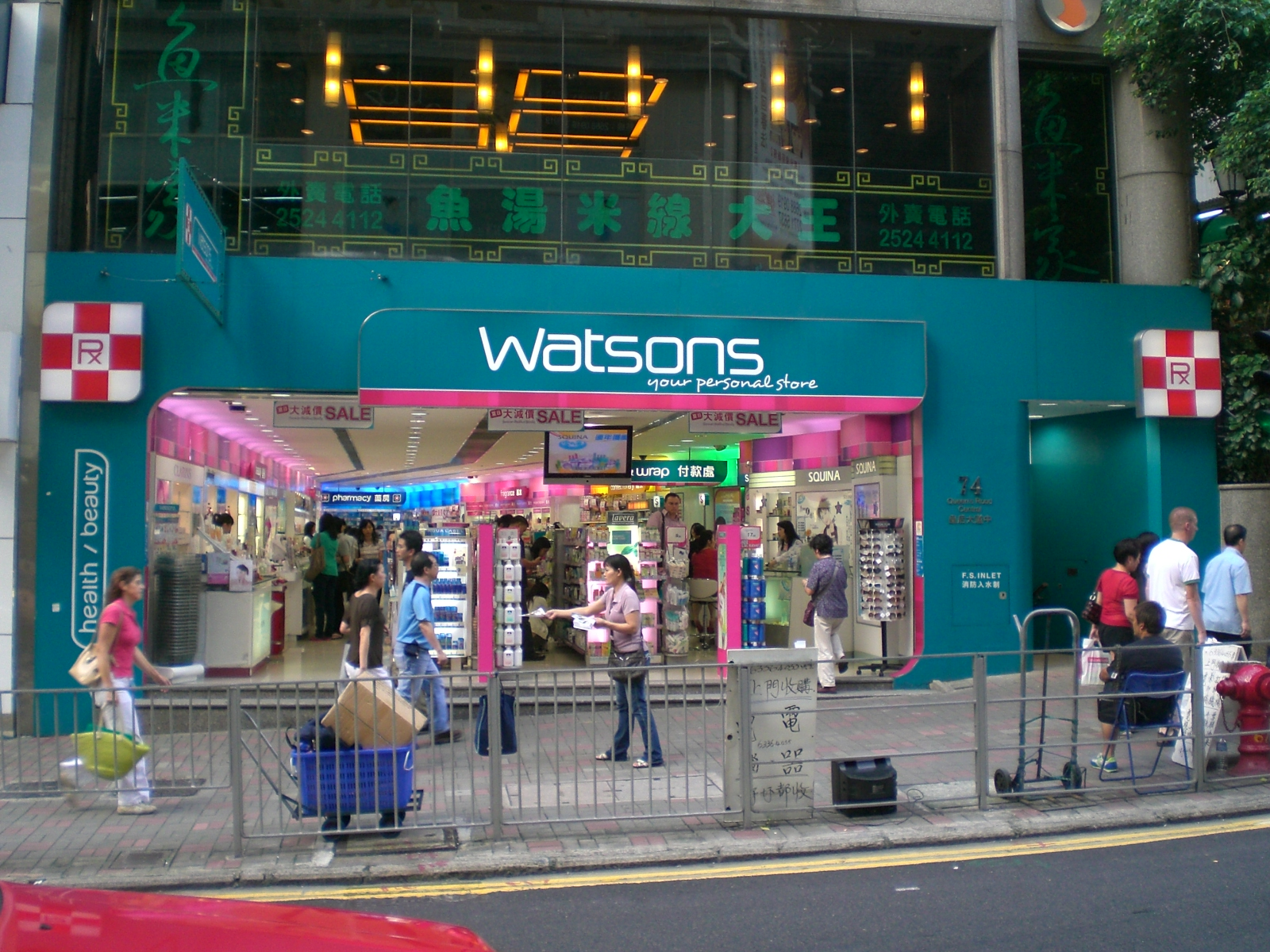
Une pharmacie Watsons sur la route de la Reine (皇后大道) à Hong Kong

Watsons (officiellement Watsons Personal Care Stores) est une chaîne de pharmacies hongkongaise spécialisée dans les soins de santé et les soins personnels, appartenant au groupe A.S. Watson. 
Watsons est la plus grande enseigne de pharmacies en Asie et en Ukraine. Elle compte, en 2014, plus de 1 000 magasins répartis à travers l'Asie (Chine, Corée du Sud, Hong Kong, Indonésie, Japon, Macao, Malaisie, Philippines, Singapour, Taïwan, Thaïlande) et l'Europe (Estonie, Turquie, Ukraine)

## Histoire
En 2016, al chaîne travaille avec l'actrice iranienne Sadaf Taherian sur une ligne de produits de beauté et de soins.